# 青磁窑街道
青磁窑街道，是中华人民共和国山西省大同市云冈区下辖的一个乡镇级行政单位。2021年3月，撤销青磁窑街道，原青磁窑街道的行政区域为云武街道的行政区域。

## 行政区划
青磁窑街道下辖以下地区：
平台里社区和东沙沟里社区。